# 偏苯三甲酸
偏苯三甲酸是一种有机化合物，为苯三甲酸的三种同分异构体之一。
偏苯三甲酸加热脱水可以制得偏苯三甲酸酐。和金属盐在一定pH下反应生成盐或配合物。